# Yuriy Sharov
Pour les articles homonymes, voir Charov.
Yuriy Dmitrievich Sharov (en russe : Юрий Дмитриевич Шаров, Iouri Dmitrievitch Charov) est un escrimeur soviétique né le 22 avril 1939 à Saratov et mort le 12 décembre 2021 dans la même ville.

## Carrière
Yuriy Sharov dispute deux éditions des Jeux olympiques. En 1964 à Tokyo, il remporte le titre olympique en fleuret par équipes. Quatre ans plus tard à Mexico, il obtient la médaille d'argent par équipe.